# Reality (film, 2023)
Reality är en amerikansk dramafilm från 2023. Filmen är regisserad av Tina Satter som även skrivit manus tillsammans med James Paul Dallas.
Filmen hade världspremiär den 18 februari 2023 på filmfestivalen i Berlin och släpptes senare i USA den 29 maj 2023 på HBO. Filmen hade biopremiär i Sverige den 1 december 2023, utgiven av Lucky Dogs.

## Handling
Filmen kretsar kring den 25-åriga Reality Winner som i juni 2017 kommer hem för att hitta två FBI-agenter utanför hennes bostad. De förhör henne om hennes tid i det amerikanska flygvapnet. Var hon skyldig för läckan av ett hemligstämplat dokument om Rysslands inblandning i det amerikanska valet 2016?

## Rollista (i urval)
- Sydney Sweeney – Reality Winner
- Josh Hamilton – Justin C. Garrick
- Marchánt Davis – R. Wallace Taylor